# Mohammed V (roi du Maroc)
Pour les articles homonymes, voir Mohammed V.
Sidi Mohammed, ou Sidi Mohammed ben Youssef (en arabe : سِيدِي مُحَمَّد), né le 10 août 1909 à Fès et mort le 26 février 1961 à Rabat, est le sultan du Maroc (1927-1957) pendant le  protectorat français puis, à la suite de l'indépendance de l'État retrouvée en 1956, le roi du Maroc (1957-1961) sous le nom de Mohammed V.
Ce monarque alaouite soutient à partir de 1944 l'Istiqlal, principal mouvement indépendantiste marocain, et s'oppose à la poursuite des dominations française et espagnole. Le 20 août 1953, il est déposé par les autorités du protectorat français et contraint à l'exil — successivement en Corse et à Madagascar — jusqu'au 16 novembre 1955. Revenu au pouvoir, il obtient la fin du protectorat et l'indépendance du Maroc.
Il est considéré par beaucoup comme le « père de la nation marocaine moderne » (Abb al-Watan al-Maghribi) et a été décoré de l'ordre des Compagnons de la Libération par Charles de Gaulle, alors président du gouvernement provisoire de la République française.

## Biographie

### Jeunesse et éducation
Sidi Mohammed est né au palais royal de Fès. Il est le fils du sultan Moulay Youssef et de son épouse Lalla Yacout, il est le troisième de ses frères. Il commence son éducation dans l'office situé dans l’enceinte du palais (dénommé qasr al-amami), destiné à l'éducation des enfants des rois et des princes. Il y apprend à lire, écrire et reçoit les premiers enseignements de l'étude coranique.
Quand son père instaure Rabat comme capitale du royaume et de l'administration, il y transfère Sidi Mohammed, avec la plupart de ses frères. Dans l'enceinte du palais royal de Rabat, il y établit un office à eux et leur rattache des professeurs chargés de leur éducation.
À Rabat, des enseignants s'attachent à Sidi Mohammed et ses frères jusqu'à ce qu'ils mémorisent le Coran. Après quoi il commence son cursus académique. Il étudie l’arabe et le français, son père ayant nommé des enseignants pour qu'ils s'acquittent de cette tâche. Mohammed Mammeri lui enseigne le français et l’entoure d’une attention particulière. Sultan, il demeure longtemps à son service comme chef du protocole.
Sidi Mohammed poursuit ensuite sa scolarité dans une école publique à Rabat.

### Début de règne (1927-1939)

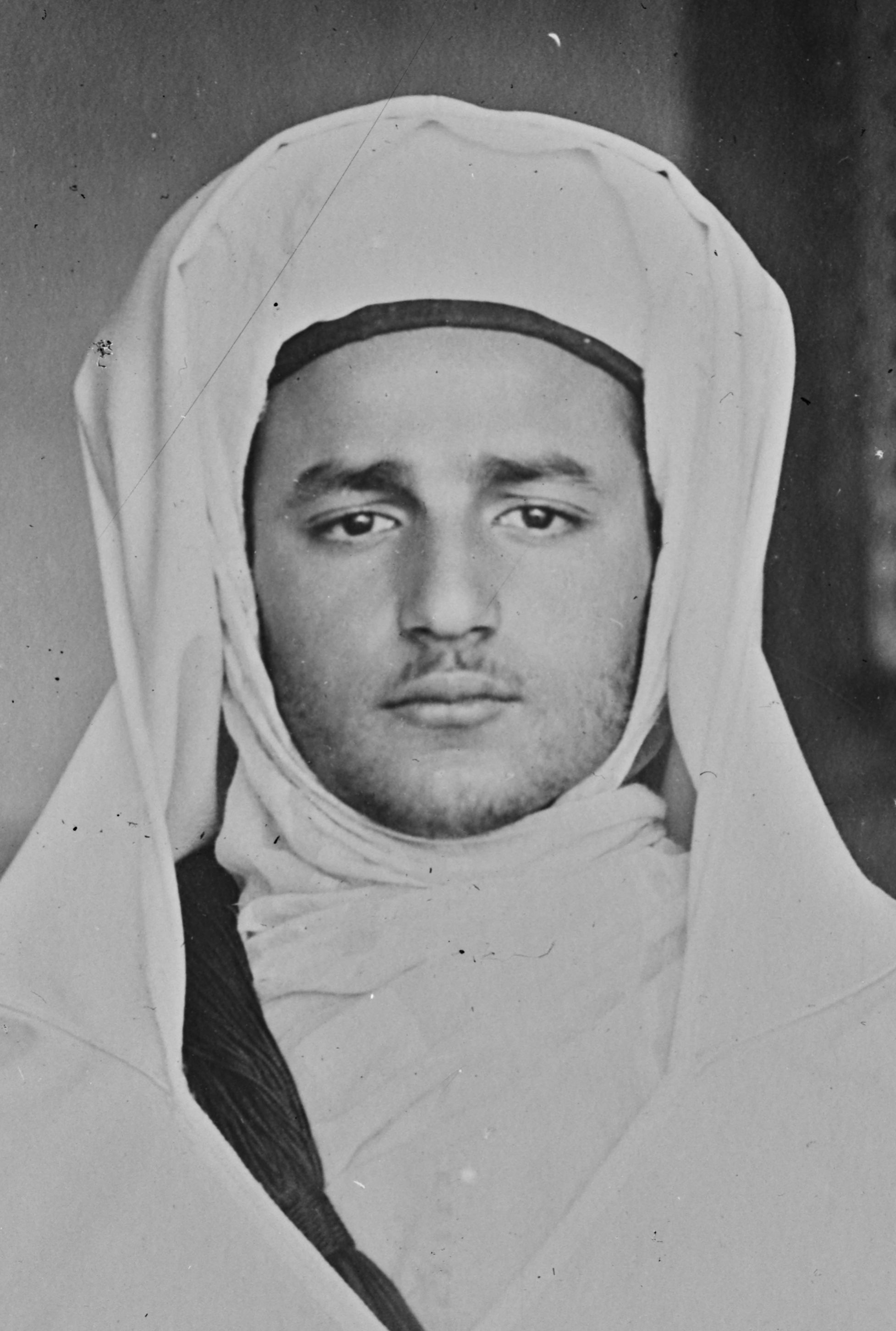
Mohammed V jeune.

Sidi Mohammed est le fils de Moulay Youssef, sultan du Maroc de 1912 à 1927 sous le protectorat français. À la mort de son père en 1927, un an après la fin de la guerre du Rif, il est choisi par les autorités françaises comme sultan à la place de ses deux frères aînés.
Deux fidèles à la Résidence générale française et conseillers de Moulay Youssef jouent un rôle essentiel dans la succession en faveur de Mohammed V : Mohammed Mammeri son précepteur et le grand vizir El-Mokri au détriment du grand Chambellan et bras droit de son père Thami Ababou.
En 1930, par l'ordonnance du 16 mai 1930, les deux tiers de la population du Maroc sont placés sous l'autorité des juridictions françaises.

### Durant la Seconde Guerre mondiale
Comme une partie non négligeable des élites nobiliaires marocaines, le sultan est fortement attristé par la défaite de la France face à l'Allemagne, actée par armistice en juin 1940.
Le dahir du 31 octobre 1940 portant application au Maroc du statut des juifs, « vu pour promulgation et exécution » par le résident général Charles Noguès, prévoit une mise en application à partir du 1er janvier 1941. Les fonctionnaires juifs perdent leur emploi, et beaucoup se recyclent dans le commerce. Le sultan n'est pas perçu comme étant responsable de ces mesures imposées par Vichy. Un télégramme diplomatique de 1941 présenté à l'Académie du royaume du Maroc en 1985, mentionne des « tensions » entre le sultan et le résident général Charles Noguès à propos du statut des juifs. Selon l'historien Daniel Rivet, le sultan lança de multiples actions et déclarations attestant d'une certaine bienveillance envers la communauté juive locale, à la demande des notables de cette communauté, en permettant aux enfants juifs chassés des écoles du protectorat d'être scolarisés voir réfugiés dans les établissements de l'Alliance israélite universelle.
Après le débarquement anglo-américain en Afrique du Nord en novembre 1942, il reçoit la conférence d'Anfa (Casablanca) en 1943, bénéficiant entre autres du soutien du président américain Franklin Delano Roosevelt, et reconnaît le CFLN du général de Gaulle.
Il soutient très tôt avec son fils, le prince Moulay El Hassan (futur roi Hassan II), les mouvements nationalistes marocains fondés par Mohammed Allal El Fassi pour l'Istiqlal 1937 et Bel Hassan El Ouazzani pour le PDI (Parti pour la démocratie et l'indépendance) lesquels réclament par le manifeste signé le 11 janvier 1944 l’indépendance du Maroc. Il dénonce aussi la répression française des émeutes à Rabat, Salé, Casablanca, Fès et l’arrestation des chefs nationalistes de l’Istiqlal et du PDI.

### La lutte pour l'indépendance (1944-1953)
Après la guerre, les relations diplomatiques avec la France sont toujours ouvertes, comme en témoigne son voyage de 1945 à l'invitation du général de Gaulle, président du gouvernement provisoire . En outre, il est le premier souverain accueilli en France depuis la victoire.
En 1947, les progrès rapides du mouvement nationaliste incitent Sidi Mohammed à revendiquer pour la première fois l'indépendance lors du discours de Tanger, où il réclame également l’union des Arabes et l’adhésion du Maroc à la Ligue arabe (fondée en 1945) dont il fait l’apologie insistant sur les liens étroits entre le Maroc et l’ensemble du monde arabe. Ce rapprochement entre la monarchie et le mouvement nationaliste, dont les projets diffèrent, s'explique selon l'historien Bernard Cubertafond par le fait que « chaque côté a besoin de l'autre : le mouvement national voit la popularité croissante du roi et sa prudente mais progressive émancipation par rapport à un protecteur qui, en fait, est sorti du traité de 1912 pour en venir à l'administration directe ; le roi ne peut, sauf à se discréditer, se couper d'un mouvement nationaliste regroupant les forces vives de son pays et l'élite de sa jeunesse, et il a besoin de cette puissance de contestation pour imposer des évolutions à la France ».
Dès lors, les relations se tendent avec les autorités françaises, notamment avec le nouveau résident général, Alphonse Juin, qui applique des mesures sévères et fait pression sur le sultan pour qu’il désavoue l’Istiqlal et se démarque des revendications nationalistes. La rupture avec la France est consommée en 1951 et Sidi Mohammed conclut avec les nationalistes le pacte de Tanger pour lutter pour l’indépendance. La nomination d’un nouveau résident général, le général Augustin Guillaume, accentue les dissensions entre Mohammed V et la France. De nouvelles manifestations virent à l’émeute au Maroc en 1952, notamment à Casablanca tandis que Sidi Mohammed donne à la cause marocaine une audience internationale à l’ONU avec le soutien des États-Unis.

### La déposition et l'exil (1953-1955)

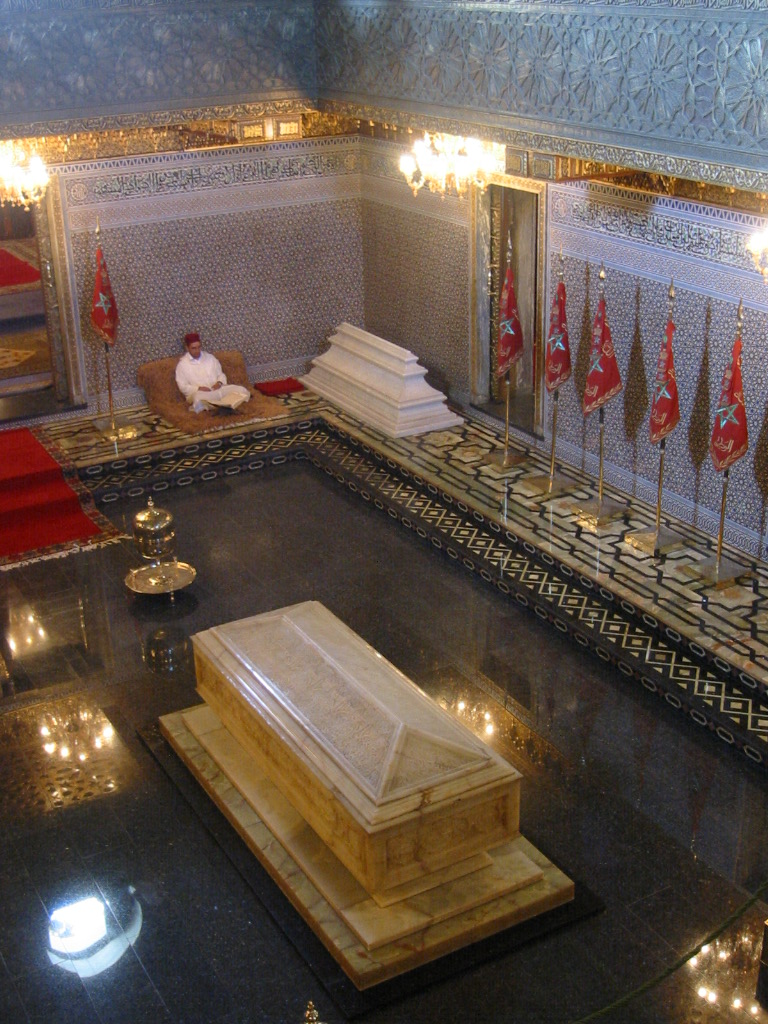
Intérieur du mausolée Mohammed-V de Rabat en août 2005.

En 1953, le général Augustin Guillaume manœuvre avec d’autres élites marocaines, notamment le Glaoui, pacha de Marrakech, l’ouléma de Fès et les tribus berbères et fait déposer Mohammed V le 20 août 1953 pour placer son oncle, Mohammed Ibn Arafa, sur le trône tandis que Sidi Mohammed refuse d’abdiquer. L’arrestation puis la déportation du sultan, d’abord en Corse, puis à Madagascar (à Antsirabe à partir de 1954), a eu le contraire de l’effet escompté. Elle soude les Marocains derrière leur sultan et fédère le mouvement nationaliste derrière Sidi Mohammed. Une vague de violences et d’attentats dans les grandes villes et dans le Rif secoue le Maroc, tandis qu’éclate dans le même temps la guerre d’Algérie en 1954 et que la même politique déclenche les mêmes effets en Tunisie contre le Néo-Destour d'Habib Bourguiba.
La situation se tend au point qu'en 1955, les nationalistes marocains, qui bénéficient de soutiens en Libye, en Algérie (avec le FLN) et dans l'Égypte de Nasser (où vit alors en exil Abd-el-Krim, ancien chef de la révolte du Rif dans les années 1920) forcent le gouvernement français à négocier et à rappeler le sultan.

### Le retour et l'indépendance (1955-1956)
En septembre 1955, le général Georges Catroux le rencontre à Madagascar. Du 2 au 6 novembre 1955, après son retour en France et l’abdication de Sidi Mohammed ben Arafa le 1er, Sidi Mohammed signe avec le ministre français des Affaires étrangères, Antoine Pinay, les accords de La Celle-Saint-Cloud qui mettent en place le processus de transition vers l’indépendance. Il pardonne aussi au Glaoui, venu se prosterner à Saint-Germain-en-Laye une semaine après avoir réclamé sa restauration.
Mehdi Ben Barka négocie avec les autorités françaises le retour de Sidi Mohammed. Le 16 novembre 1955, il peut faire son retour au Maroc avec son jeune fils, le prince Moulay El Hassan et est accueilli triomphalement à Rabat ; c'est dans tout le sultanat que l'euphorie gagne la population qui fête le retour du sultan avec les drapeaux marocains et des chants patriotiques à la gloire du Maroc, de son peuple et de son sultan. Plusieurs odonymes locaux rappellent cette date du Seize-Novembre.
Le 2 mars 1956 prend fin le protectorat français tandis que l’Espagne met fin au sien le 7 avril de la même année. Le Maroc est indépendant.

### Après l'indépendance (1956-1961)

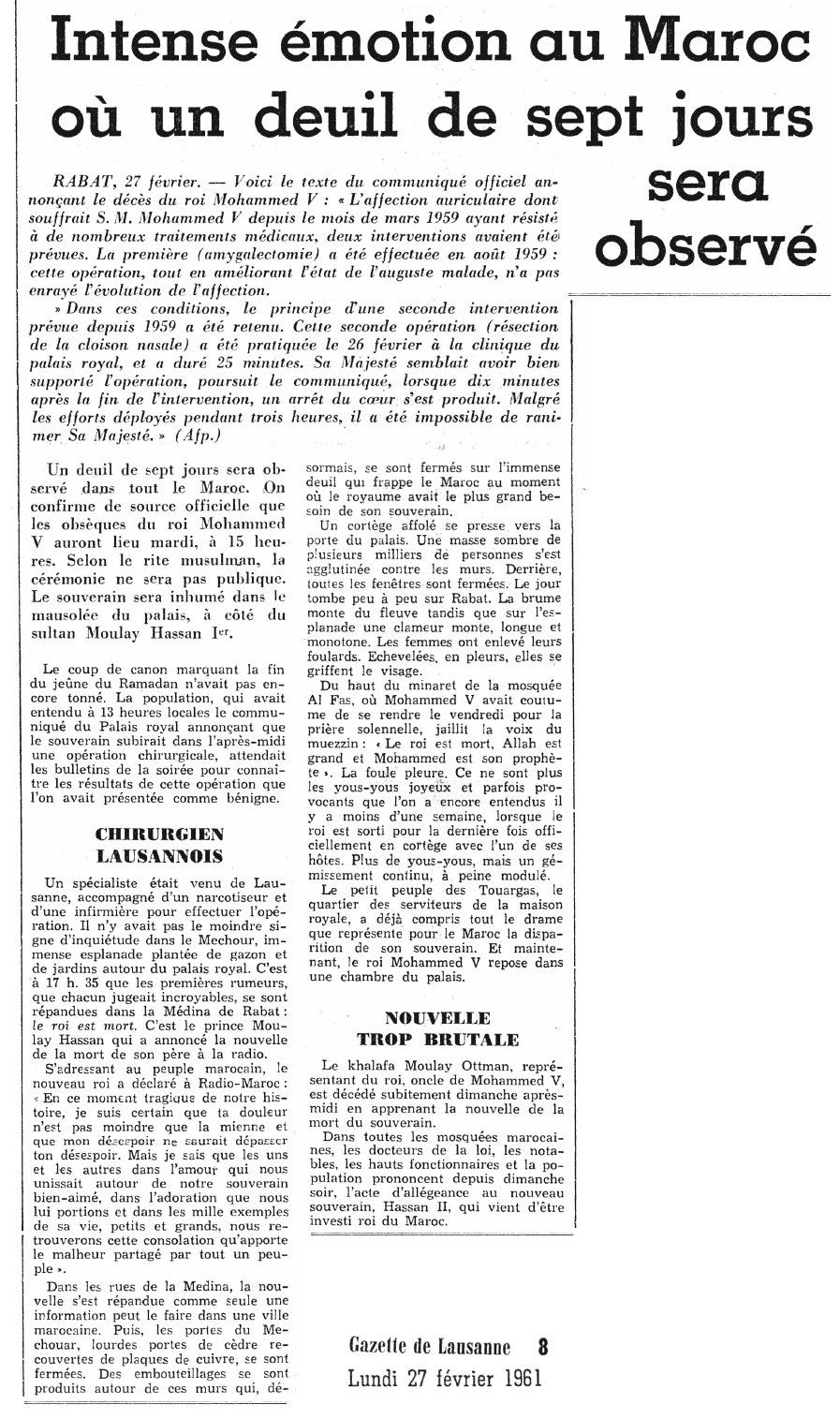
Article du journal la Gazette de Lausanne.

Il signe dès mai 1956 un traité d’amitié avec la France qui maintient des forces armées au Maroc jusqu’en 1963. Elles aident Sidi Mohammed à réprimer de nombreuses insurrections, notamment dans le Sud et le Rif. Il prend dès 1957 le titre de roi du Maroc, pour symboliser l’unité du pays malgré les clivages entre arabes et berbères.
Sur le plan de la politique intérieure, il permet dès son retour le 1er congrès de l'Istiqlal qui forme différents gouvernements sous son règne. Il autorise la création de syndicats mais les troubles et les grèves le conduisent à prendre les pleins pouvoirs dans la dernière année de son règne, et il s'oppose à une réforme agraire en faveur des paysans pauvres que demandait la gauche. Le Parti communiste marocain est interdit et l’armée de libération marocaine, qui refusait de déposer les armes tant que la France maintiendrait des troupes au Maroc, est réprimée par les forces armées royales. Finalement, les militants de l'UNFP, parti socialiste, sont à leur tour réprimés.
Sur le plan diplomatique, il est proche de la France et permet à l’armée française d'exploiter le territoire marocain pour ses opérations contre les indépendantistes algériens. L'opposant Mehdi Ben Barka le décrit comme un « instrument docile » du néocolonialisme.
Le 26 février 1961, le roi est endormi par anesthésie générale au sein de la clinique médicale de son palais, à Rabat, pour subir une banale intervention chirurgicale sur la cloison nasale réalisée par un chirurgien vaudois : il ne s'en réveille jamais et décède des suites de l'opération. Son fils lui succède huit jours plus tard sous le nom d'Hassan II.

## Famille royale
Mohammed V a eu trois épouses et sept enfants, portant tous la qualification d'altesse royale.
- De Lalla Hanila bint Mamoun, sa première épouse (marié c.1926) :
  - la princesse Lalla Fatima Zohra (née le 29 juin 1929[réf. nécessaire] et morte à Cabo Negro le 10 août 2014).
- De Lalla Abla bint Tahar (née le 5 septembre 1909 et morte le 1er mars 1992 à Rabat), sa seconde épouse :
  - le prince Moulay El Hassan (né à Rabat le 9 juillet 1929 et mort à Rabat le 23 juillet 1999), son successeur, futur Hassan II ;
  - la princesse Lalla Aïcha (née à Rabat le 17 juin 1930 et morte à Rabat le 4 septembre 2011) ;
  - la princesse Lalla Malika (née le 14 mars 1933 à Rabat et morte à Rabat le 28 septembre 2021) ;
  - le prince Moulay Abdallah (né le 30 juillet 1935 à Rabat et mort le 23 décembre 1983 à Rabat) ;
  - la princesse Lalla Nezha (née le 29 octobre 1940 à Rabat et morte le 2 septembre 1977 à Tétouan).
- De Lalla Bahia bint Antar (morte le 3 septembre 2008), sa troisième épouse :
  - la princesse Lalla Amina (née à Antsirabe le 8 avril 1954 et morte à Rabat le 16 août 2012).

## Décorations
- Collier de l'ordre du roi Abdelaziz (Arabie saoudite)
- Collier de l'ordre du Nil (Égypte)
- Collier de l'ordre de Charles III (Espagne)
- Collier de l'ordre impérial des Flèches rouges (Espagne)
- Commandeur de la Legion of Merit (États-Unis)
- Grand-croix de la Légion d'honneur (France) 1928 [15]
- Compagnon de la Libération (France) 1945[16],[17],[18],[19]
- Collier de l'ordre des Hashemites (royaume de l'Iraq)
- Collier de l'ordre de Ali ibn Hussein (Jordanie)
- Grand-croix de l'ordre du Mérite du Liban, classe spéciale (Liban)
- Collier de l'ordre d'Idris Ier (royaume de Libye)
- Grand cordon dans l'ordre des Omeyyades (Syrie)
- Grand cordon de l'ordre tunisien de l'Indépendance (Tunisie)
- Grand cordon avec collier de l'ordre de la République (Tunisie)
- Grand-croix de l'ordre du Nichan Iftikhar (royaume de Tunis)
- Collier de l'ordre du Nichan ad-Dam (royaume de Tunis) 1930[20]

## Divers
Le 26 juillet 1929, Lucien Saint, résident général du Maroc à cette époque, invite le sultan du Maroc, Sidi Mohammed ben Youssef (futur Mohammed V) alors âgé de 19 ans, qui, en villégiature à Luchon, en compagnie de son grand vizir et de son interprète, sont reçus très cérémonieusement à la mairie de Marignac. Ils ont apposé, tous trois, leur signature en caractères arabes dans le registre des délibérations[réf. nécessaire].
La place Mohammed-V (Paris) a été nommée en son honneur en 2003.